# Готелон I
Готцело I (на немски: Gotzelo, Gozelo; * 970, † 19 април 1044 г.) е херцог на Долна Лотарингия (1023 – 1044) и на Горна Лотарингия (1033 – 1044).

## Живот
Произлиза от фамилията Вигерихиди (Арденски дом). Той е вероятно най-малкият син на Готфрид I Пленник († сл. 995), граф на Вердюн, и втората му съпруга Матилда Саксонска, вдовица на граф Балдуин III от Фландрия, дъщеря на Херман Билунг († 973, херцог на Саксония) от род Билунги.
През 1023 г. Готцело I наследява брат си Готфрид II († 1023) като херцог на Долна Лотарингия. През 1033 г. император Конрад II му дава и Горна Лотарингия на мястото на умрелия херцог Фридрих III и така той е херцог на цяла Лотарингия.
Готцело I умира на 19 април 1044 г. и е погребан в манастира Мюнстербилсен.
Император Хайнрих III дава на единия му син, Готфрид III, Горна Лотарингия, а на другия му син, Готцело II, Долна Лотарингия.

## Деца
Готцело I има няколко деца:
- Готфрид III († 1069), 1044/46 херцог на Горна Лотарингия, свален, 1065/69 херцог на Долна Лотарингия ∞ Беатрис († 1076)
- Готцело II († 1046), херцог на Долна Лотарингия
- Фридрих († 1058), по-късно папа Стефан IX (1057 – 1058)
- Ода ∞ Ламберт II от Льовен (Регинариди)
- Матилда ∞ пфалцграф Хайнрих I от Лотарингия (Ецони)
- Регелинда ∞ граф Алберт II от Намюр